# Moldván Miklós
Moldván Miklós (Hodász, 1954. október 3. –) válogatott labdarúgó, középpályás, majd edző.

## Pályafutása

### A válogatottban
1982-ben három alkalommal szerepelt a válogatottban. Egyszeres utánpótlás válogatott (1982), négyszeres egyéb válogatott (1982, 1 gól).

### Edzőként
A Testnevelési Főiskolán 1992-ben szerzett labdarúgó-szakedzői diplomát. 1993-tól a Kemecse játékos-edzője volt.

## Sikerei, díjai
- Magyar bajnokság
  - 2.: 1987–88
  - 3.: 1986–87

## Statisztika

### Mérkőzései a válogatottban
| Magyarország | Magyarország      | Magyarország                       | Magyarország | Magyarország | Magyarország | Magyarország | Magyarország | Magyarország |
| #            | Dátum             | Helyszín                           | Hazai        | Eredmény     | Vendég       | Kiírás       | Gólok        | Esemény      |
| ------------ | ----------------- | ---------------------------------- | ------------ | ------------ | ------------ | ------------ | ------------ | ------------ |
| 1.           | 1982. február 11. | Auckland, Smart-stadion            | Új-Zéland    | 1 – 2        | Magyarország | barátságos   | -            | 70'          |
| 2.           | 1982. február 14. | Christchurch, II. Erzsébet Stadion | Új-Zéland    | 1 – 2        | Magyarország | barátságos   | -            | 57'          |
| 3.           | 1982. április 18. | Budapest, Népstadion               | Magyarország | 1 – 2        | Peru         | barátságos   | -            | 60'          |
|              | Összesen          |                                    |              | 3            | mérkőzés     |              | 0            | gól          |